# Нікотинамідаденіндинуклеотидфосфат
Нікотинамідаденіндинуклеотидфосфат (НАДФ, нікотинамід-аденін-динуклеотид-фосфат) (англ. Nicotinamide adenine dinucleotide phosphate (NADP)) — кофермент багатьох оксидоредуктаз, що виконує функцію каталізатора окисно-відновних реакцій у живих клітинах.

## Біологічна дія
У хлоропластах рослинних клітин NADP відновлюється при світлових реакціях фотосинтезу і потім забезпечує гідрогеном біосинтез вуглеводів при темнових реакціях - цикл Кальвіна. Однією з найважливіших реакцій цього циклу є реакція відновлення дифосфогліцеринової кислоти під дією ферменту тризофосфатдегідрогенази за рахунок НАДФ• Н з утворенням 3-фосфогліцеринового альдегіду:
P}-O-C(H2)-(H)C(OH)-C=O-O-{P} + C21H29N7O17P3 • Н  →
дифосфогліцеринова кислота________ НАДФ•Н                                                     
P}-O-C(H2)-(H)C(OH)-C(H)=O + C21H29N7O17P3 
3-фосфогліциновий альдегід______НАДФ
Примітка:P} - залишок фосфорної кислоти
Гліцеральдегід-1,3-фосфатдегідрогенази дифосфогліцеринова кислота відновлюється НАДФ•H (у рослин і ціанобактерій; у пурпурових і зелених бактерій відновником є НАД•H) паралельно з відщепленням одного залишку фосфорної кислоти. Утворюється гліцеральдегід-3-фосфат фосфогліцеральдегід, ФГА, тріозофосфат) Таким чином 3-фосфогліцериновый альдегід в результаті складних реакцій, які каталізуються ферментами іде на синтез фруктозо-6-фосфату (основний продукт фотосинтезу попередник глюкози) та рібулозо-5-фосфату, який в свою чергу перетворюється на рібулозо-1,5-дифосфат, котрий приєднує СО2 і цикл повторюється.

## Відмінності в структурі в порівнянні з НАД
NADP - кофермент, що відрізняється від нікотинамідаденіндинуклеотиду (NAD) вмістом ще одного залишку фосфорної кислоти, приєднаного до гідроксилу одного із залишків D-рибози, виявлений у всіх типах клітин.

## Історія відкриття
Структура NADP встановлена в 1934 році О. Варбургом .

## Див також
- Цикл Кальвіна
- Нікотинамідаденіндинуклеотид
- Флавінаденіндинуклеотид